# Ignacio Francisco Ducasse Medina

Wappen von Ignacio Francisco Ducasse Medina als Bischof von Valdivia

Ignacio Francisco Ducasse Medina (* 8. November 1956 in Santiago de Chile, Chile) ist ein chilenischer Geistlicher und römisch-katholischer Erzbischof von Antofagasta.

## Leben
Ignacio Francisco Ducasse Medina empfing am 24. März 1984 durch den Erzbischof von Santiago de Chile, Juan Francisco Fresno Larraín, das Sakrament der Priesterweihe.
Am 31. Mai 2002 ernannte ihn Papst Johannes Paul II. zum Bischof von Valdivia. Der Erzbischof von Santiago de Chile, Francisco Javier Kardinal Errázuriz Ossa, spendete ihm am 13. Juli desselben Jahres die Bischofsweihe; Mitkonsekratoren waren der Weihbischof in Santiago de Chile, Ricardo Ezzati Andrello SDB, und der Erzbischof von Puerto Montt, Cristián Caro Cordero.
Papst Franziskus ernannte ihn am 8. Juni 2017 zum Erzbischof von Antofagasta. Die Amtseinführung fand am 26. August desselben Jahres statt. Als Erzbischof von Antofagasta ist er zudem Großkanzler der Katholischen Universität Nordchile.